# Иидзука, Кодзо
Кодзо Иидзука（яп. 飯塚 幸三; 1 июня 1931 — 26 октября 2024） — японский инженер, руководитель National Institute of Advanced Industrial Science and Technology, председатель International Measurement Confederation, председатель Human Frontier Science Program и генеральный директор Kubota.
Кодзо Иидзука родился в Накано, Токио в 1931 году. Окончил факультет прикладной физики инженерного факультета Токийского университета. После окончания получил работу в Министерстве международной торговли и промышленности. Также изучал твёрдость по Шору.
. В 1972 году Кодзо Иидзука стал доктором технических наук.
В 2015 году Кодзо награждён орденом "Священное сокровище" за достижения в области международной торговли и промышленности.
В 2019 году было зафиксировано  ДТП в Ikebukuro, Токио, в результате которого погибла 3-летняя девочка и её мать, ещё 9 человек получили ранения. Несмотря на то, что Кодзо Иидзука послужил причиной несчастного случая со смертельным исходом, он не был арестован, из-за чего подвергся критике в Интернете .
В 2021 году аннулировали полученную им медаль "Орден Священного Сокровища", причиной вынесения приговора к пяти годам лишения свободы за транспортное происшествие 2019 года.